# Ambassador Hotel (Los Angeles)

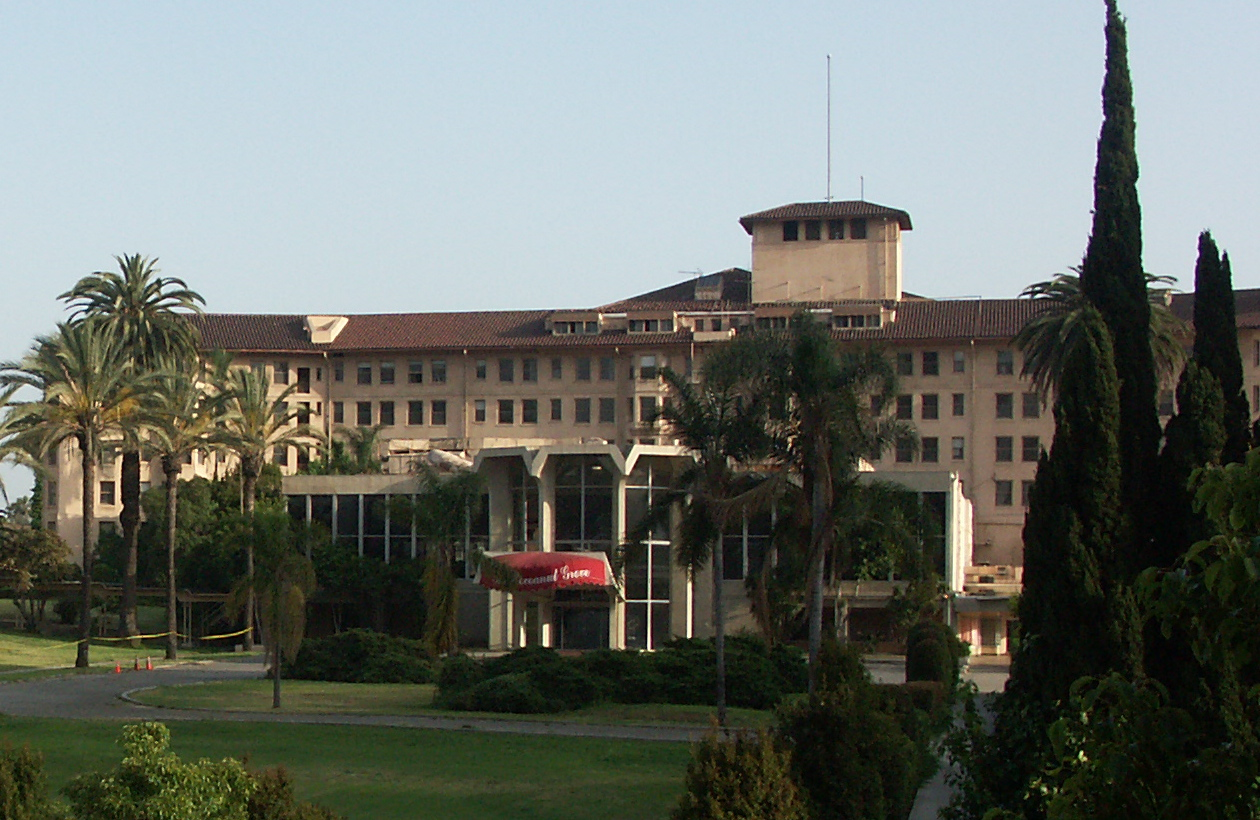
Das Ambassador Hotel im Jahr 2004

Das Ambassador Hotel war ein Hotel in Los Angeles, Kalifornien.

## Allgemein
Das Gebäude stand auf dem Wilshire Boulevard (3400), kurz hinter der Kreuzung mit der Vermont Avenue im heutigen Koreatown. Die Eröffnung erfolgte am 1. Januar 1921. Das Hotel war von den frühen 1920ern bis in die späten 1960er-Jahre Winterresidenz zahlreicher prominenter Hollywood-Schauspieler und sein Cocoanut Grove ein berühmtes Nachtlokal. Der Ballsaal und der Nachtklub waren Schauplatz der ersten großen Oscar-Preisverleihungen, z. B. 1940 erhielt Hattie McDaniel dort ihren Oscar, obwohl eine „no blacks policy“ zu der Zeit im Hotel herrschte, und vieler Filmszenen. Das Hotel war von Myron Hunt geplant worden. Paul R. Williams gestaltete später wesentliche Teile des Inneren, etwa den Ballsaal und das Cafe.

## Attentat auf Robert F. Kennedy
Der Demokrat Robert F. Kennedy, der 1968 für die Präsidentschaft kandidierte, wurde am 5. Juni nach einer Dankesrede im Ballsaal in der Hotelküche dreimal angeschossen. Er erlag einen Tag später seinen Verletzungen; als Täter wurde der Palästinenser Sirhan Sirhan vor Ort verhaftet. Mit der Ermordung Kennedys begann der Niedergang des Ambassador. Banden- und Drogenprobleme in der Umgebung kamen hinzu. Auch die Übernahme des Nachtklubs durch Sammy Davis junior Mitte der 1970er-Jahre konnte die Schließung des Hotels 1989 nicht verhindern. Der Abriss des Gebäudes begann Ende 2005, nachdem die Dreharbeiten zum Dokumentarfilm Bobby vollendet waren und Anhänger des Gedenkstättenprojekts das bewegliche Inventar der Kaltküche demontiert und gesichert hatten.

## Als Filmstudio
Bis 2004 war das Hotel ein Drehort der Filme Der Frauenheld, Forrest Gump, Apollo 13, Die Reifeprüfung, Freundinnen, Die fabelhaften Baker Boys, Catch Me If You Can, Fear and Loathing in Las Vegas und Bobby sowie einer Episode der Fernsehserie Angel – Jäger der Finsternis gewesen. Als die politischen Gremien von Los Angeles beschlossen, auf dem weitläufigen Gelände des Hotels einen Schulkomplex zu errichten, erhob sich darüber ein heftiger Disput mit jenen, die das Hotel als eine Gedenkstätte der nationalen Geschichte erhalten wissen wollten.

## Gegenwart
Das Hotel wurde größtenteils abgerissen. Heute befinden sich auf dem Gelände die Robert F. Kennedy Community Schools und der Robert F. Kennedy Inspiration Park.